# Vully-les-Lacs
Vully-les-Lacs – miejscowość i gmina (commune) w zachodniej Szwajcarii, w kantonie Vaud, w okręgu (district) Broye-Vully. Leży nad jeziorami Lac de Neuchâtel oraz Murtensee. Powstała 1 lipca 2011 r. w wyniku połączenia gmin Bellerive, Chabrey, Constantine, Montmagny, Mur, Vallamand i Villars-le-Grand.  

## Demografia
W Vully-les-Lacs mieszka 3528 osób. W 2022 roku 17,4% populacji gminy stanowiły osoby urodzone poza Szwajcarią. 

## Transport
Przez teren gminy przebiegają drogi główne nr 152 i nr 153.